# Котацу

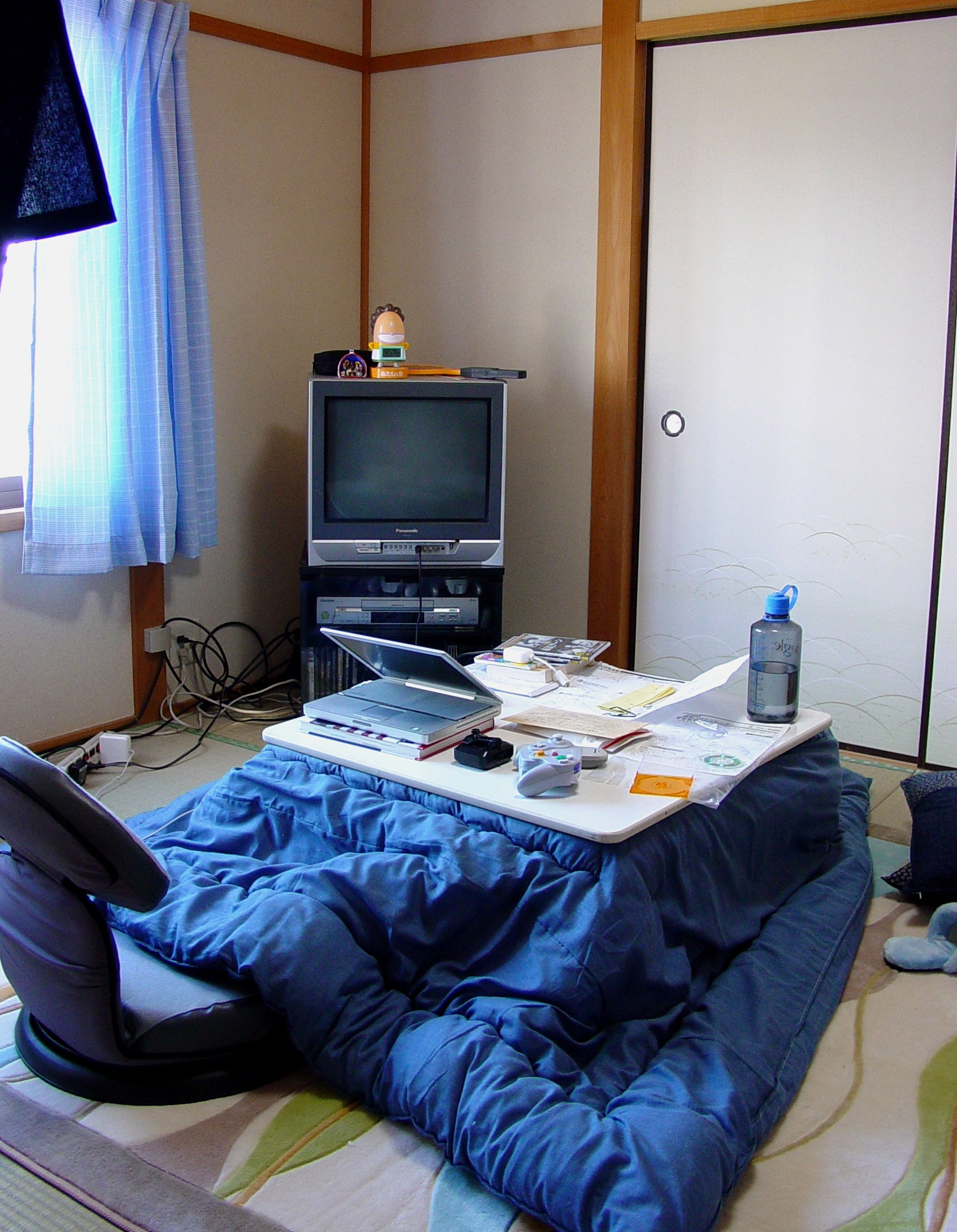
Сучасний котацу в Японії

Котацу (яп. 【炬燵】, こたつ) — традиційний японський предмет меблів. Являє собою низький дерев'яний каркас столу, накритий японським матрацом футоном або важкою ковдрою, на який зверху покладена стільниця. Під ковдрою розташовується джерело тепла, часто вбудоване в стіл. Котацу поширений в основному в Японії.

## Типи
Існує два основних типи котацу, що використовуються в Японії останнім часом, які відрізняються джерелом тепла:
- Електричний — більш сучасний тип котацу, який включає стіл з електричним обігрівачем, який прикріплений до нижньої сторони столу. Такий котацу зазвичай ставиться на тонкий футон. Другим, більш тонким, футоном накривають стіл, а зверху ставлять стільницю.
- Вугільний — традиційний тип, який встановлюється в спеціальну нішу глибиною приблизно 40 сантиметрів, в підлозі або стінках якої розміщується електричний або вугільний обігрівач. Обігрівач також може бути прикріплений до столу, як в сучасних котацу.

Тим не менш, джерелом тепла може служити все що завгодно: від водяних грілок ютампо до складених в спеціальний ящик нагрітих каменів.

## Використовування

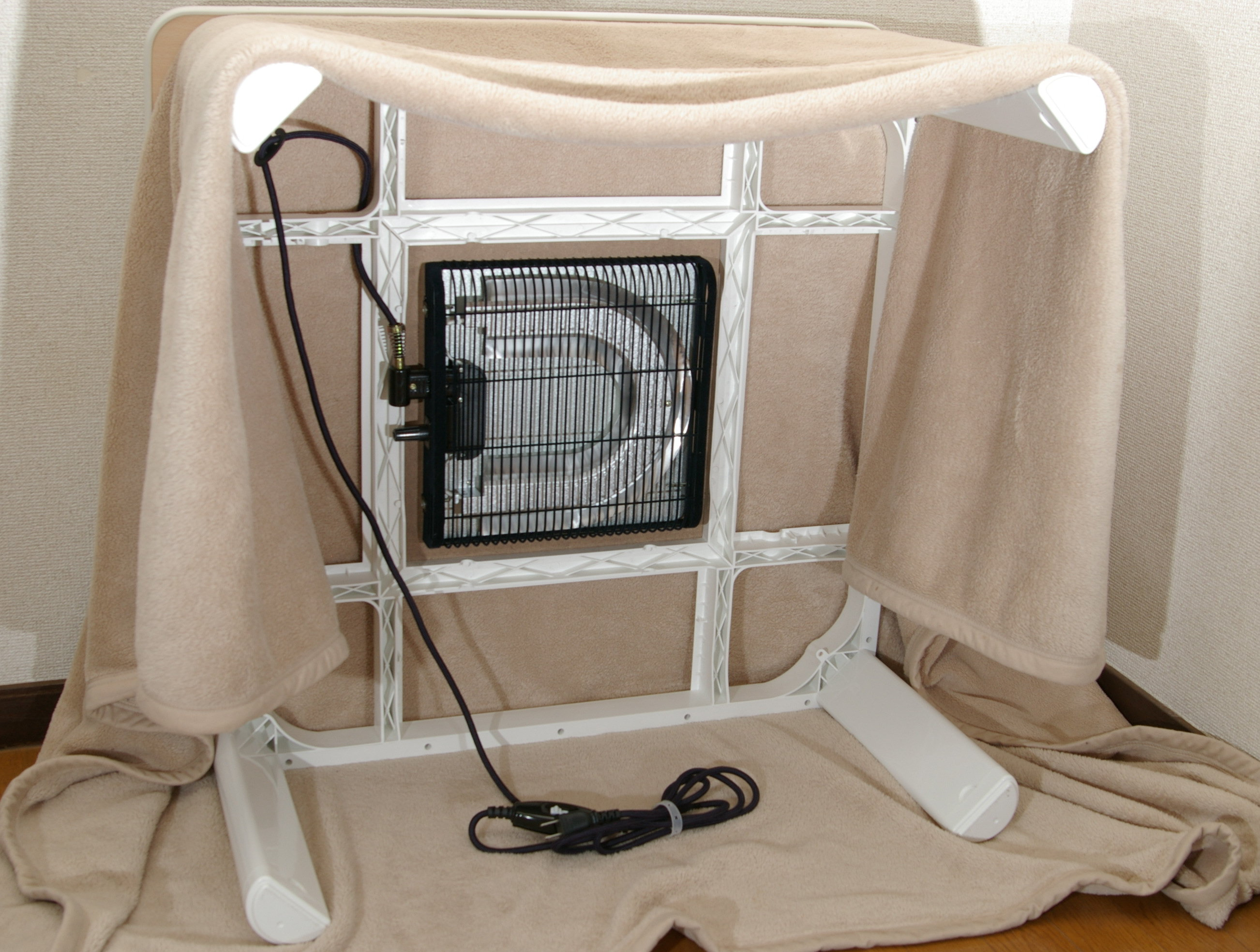
Електричний котацу, вид знизу

Зазвичай люди сідають на спеціальні подушки дзабутон навколо котацу та накривають ноги або навіть все тіло ковдрою. Хоча під ковдру, зазвичай, поміщають лише нижню частина тіла, це дозволяє відчувати себе комфортно навіть у неопалюваному приміщенні. Влітку ковдру можна прибрати, і тоді котацу може використовуватися як звичайний стіл.
Більшість японських будинків не мають достатньої теплоізоляції, і температура в приміщенні залежить від температури навколишнього середовища. Тому в холодну пору року підтримувати нормальну температуру в будинку достатньо дорого. Котацу — відносно недорогий для мешканців будинку спосіб знаходитися в теплі взимку, оскільки ковдра ізолює невеликий обсяг теплого повітря.
Спочатку котацу призначався для людей, які носять японський традиційний одяг, оскільки в цьому випадку тепле повітря проходить від полів через комір, зігріваючи таким чином все тіло.

## Інші країни
В іранській культурі традиційний предмет домашнього вжитку аналогічний котацу називається корсі. Зазвичай ковдру накривають плетеним покривалом ру-корсі, щоб уберегти його від плям від їжі. Під час святкування Ялда (іранський Новий рік) прийнято всією сім'єю збиратися разом та ховатися під корсі.